# Estación de Pontevedra-Universidad
Pontevedra-Universidad es un apeadero ferroviario situado en el municipio español de Pontevedra, al norte de la ciudad, en la comunidad autónoma de Galicia. Cuenta con servicios de Media Distancia operados por Renfe. 
Inaugurado oficialmente el 27 de enero de 2002, da servicio al Campus Universitario de Pontevedra de A Xunqueira, al barrio de Tafisa-A Seca y al barrio de Monte Porreiro.

## Situación ferroviaria
Se encuentra en el punto kilométrico 19,575 de la línea férrea de ancho ibérico que une Redondela con Santiago de Compostela a 20 metros de altitud, entre las estaciones de Pontevedra y de Portela.

## Historia
En noviembre de 1998 se empezaron a barajar fechas concretas para la construcción de un apeadero ferroviario cerca del campus Universitario de Pontevedra. Las obras del enlace ferroviario con el campus de A Xunqueira se adjudicaron en julio de 1999.
El apeadero Pontevedra-Universidad entró en servicio en octubre de 2001 y fue inaugurado oficialmente por Renfe el 27 de enero de 2002 para dar servicio al campus de A Xunqueira.
Adif explota la estación como titular desde el 31 de diciembre de 2004. En junio de 2021, Adif acometió la mejora de las rampas de acceso a la estación y del alumbrado.

## La estación
La estación dispone de dos andenes con videovigilancia, marquesinas y paneles electrónicos de información sobre la llegada y salida de trenes, un sistema de llamada de emergencia y un reloj. Cuenta con dos vías electrificadas.

## Servicios ferroviarios

### Media Distancia
En el apeadero paran varios trenes de Media Distancia, comercializados como Regional, que conectan las ciudades de La Coruña, Santiago de Compostela, Pontevedra y Vigo.
 
| Línea MD | Servicio | Origen/Destino | Paradas intermedias | Destino/Origen |
| -------- | -------- | -------------- | --- | -------------- |
| 1        | Regional | La Coruña      | Uges · Cerceda-Meirama · Órdenes · Santiago de Compostela · Padrón · Puentecesures · Catoira · Villagarcía de Arosa · Pontevedra-Universidad · Pontevedra · Arcade · Redondela-Picota · Redondela | Vigo-Guixar    |
| 1        | Regional | Vigo-Guixar    | Redondela · Redondela-Picota · Arcade · Pontevedra · Pontevedra-Universidad · Villagarcía de Arosa · Catoira · Puentecesures · Padrón · Santiago de Compostela · Cerceda-Meirama · Uges           | La Coruña      |

### Intermodalidad
Un servicio de autobuses comunica la estación y el campus universitario de A Xunqueira.

## Galería

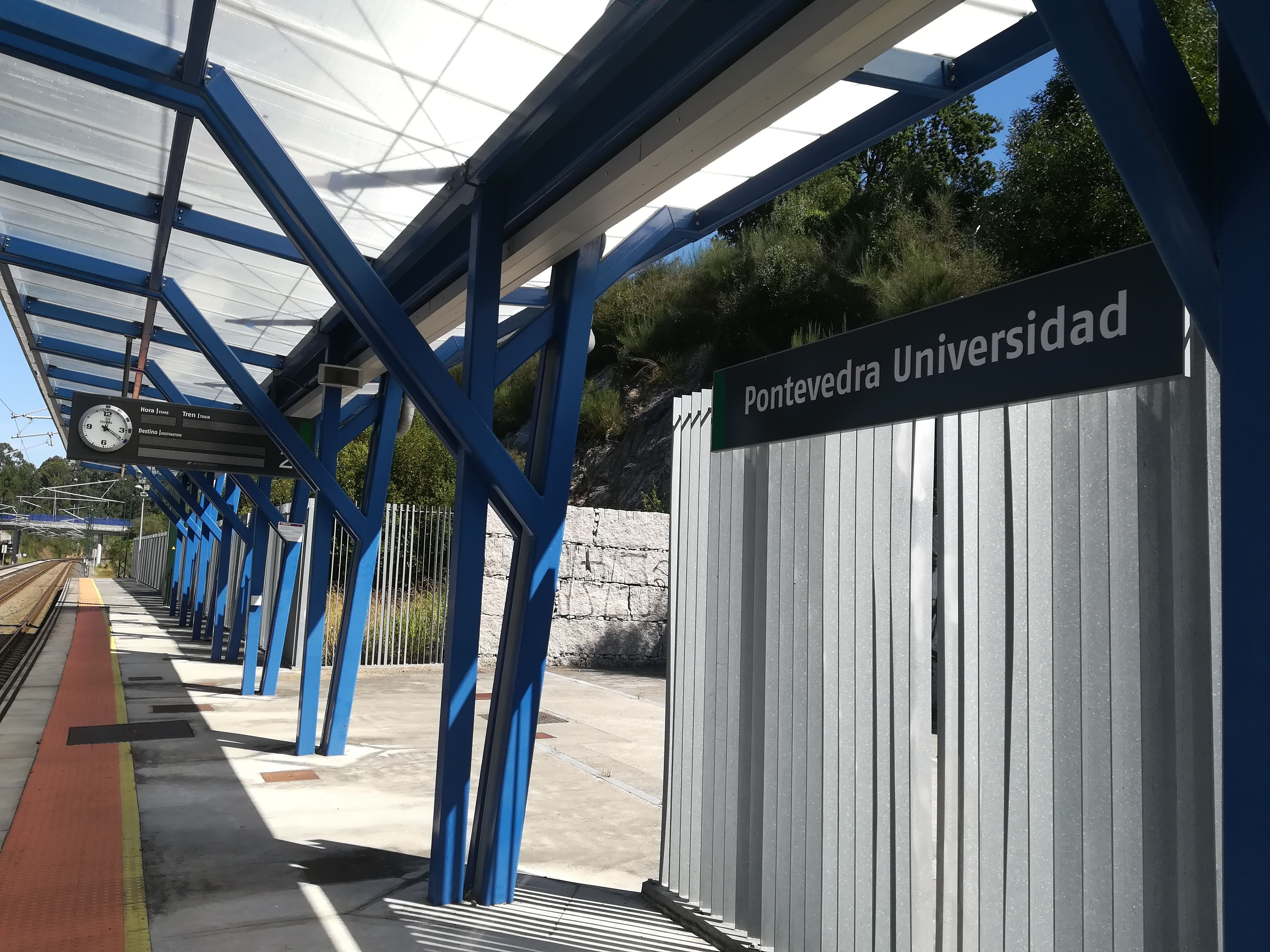
Letrero de la estación, reloj y panel electrónico de información
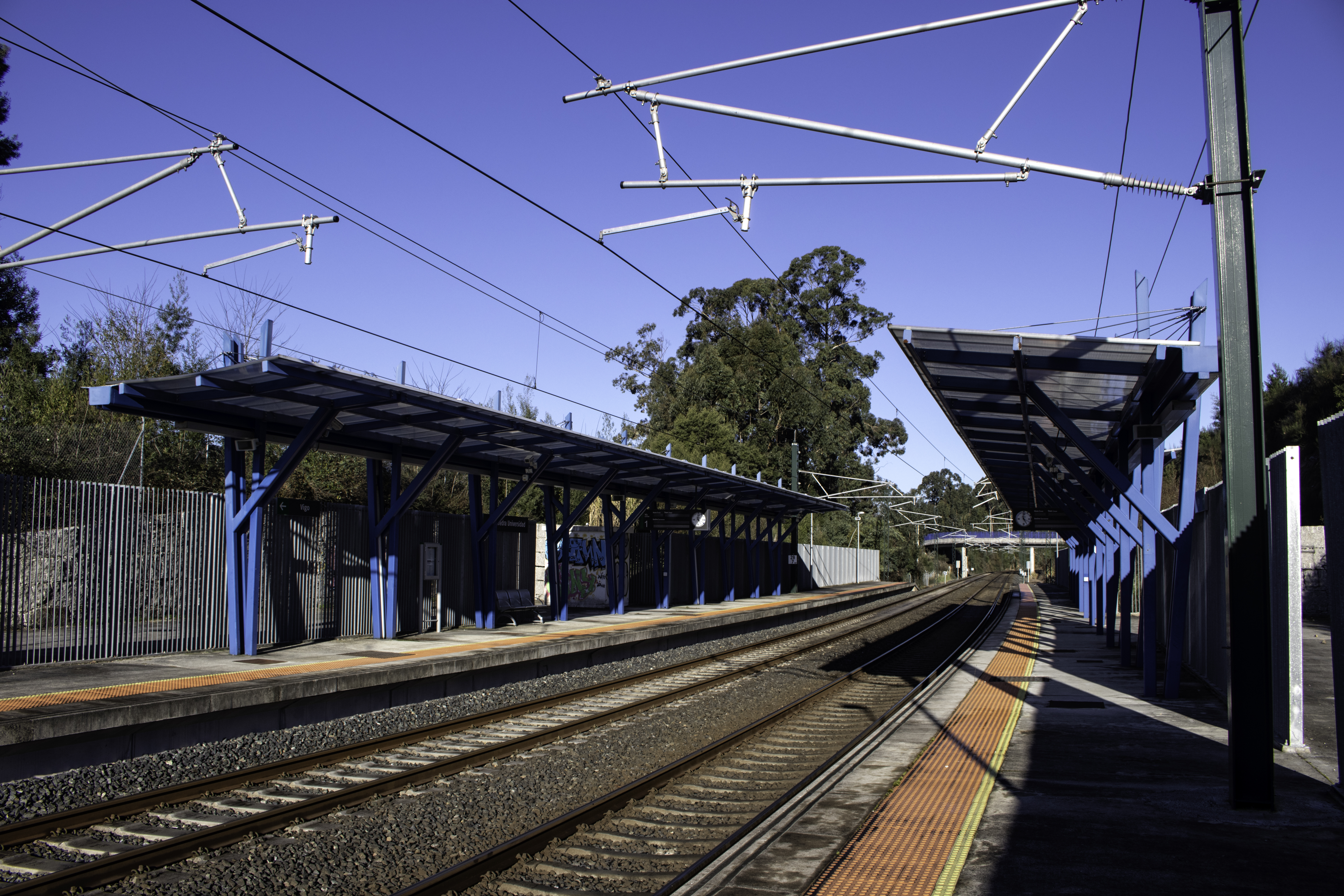
Andenes de la estación